# Abraham Furtado
Pour les articles homonymes, voir Furtado.
Abraham Furtado, né le 30 juillet 1756 à Londres et mort à Bordeaux le 29 janvier 1817, est un banquier et armateur français.

## Biographie
Abraham Furtado est originaire d'une famille de marannes de Lisbonne. 
Il est né à Londres après que sa famille a fui Lisbonne à la suite du tremblement de terre du 1er novembre 1755. Peu après, la famille a déménagé dans le sud-ouest de la France.
Banquier et armateur à Bayonne et Bordeaux, s'occupant de négoce et d'assurances maritimes, Furtado devient porte-parole de la communauté juive bordelaise en 1787 et est choisi l'année suivante par Malesherbes, notamment avec David Gradis et Lopes-Dubec, pour participer aux débats à Versailles qui préparent l'émancipation des juifs dit portugais (la "Nation juive portugaise").
Membre de la municipalité de Bordeaux en 1790, il est député de la nation juive portugaise de la ville.
En 1806, il est président de l'Assemblée des notables, puis secrétaire du Grand Sanhédrin.
Il est nommé maire-adjoint et trésorier  de Bordeaux de la ville par Louis XVIII.
En 1815, il rejoint le camp royaliste mais refuse toute implication politique.
Une rue de Bordeaux porte son nom.

## Publication
- Lettre adressée à M. Grégoire, curé d'Emberménil, député de Nancy, par les députés de la nation juive portugaise, de Bordeaux (avec David Gradis et Lopes-Dubec, 1789)
- Mémoire d'Abraham Furtado sur l'Etat des Juifs en France jusqu'à la Révolution, publié par Gabrielle Moyse, Paris s.a.